# Sítio Arqueológico da Pedra Pintada
A Pedra Pintada é uma formação rochosa considerada um sítio arqueológico encontrada no estado de Roraima. Tem mais de 35 metros de altura, numa altitude de 83 metros em relação ao nível do mar. Dentro da pedra encontra-se uma caverna na qual foram encontradas pinturas rupestres, pedaços de cerâmicas, machadinhas, contas de colar, entre outros artefatos. Por fora da rocha, há pinturas em cor branca rosada — daí o nome Pedra Pintada. 
Localiza-se a 140 quilômetros de Boa Vista, capital do estado, sul do município de Pacaraima, com acesso pela BR-174 e RR-400. Por estar atualmente no interior da reserva indígena São Marcos, a visitação ao sítio só é concedida pela Fundação Nacional do Índio.

## Arqueologia
Na parede rochosa principal (100 m de comprimento, 30 m de altura e 30 m de largura), existem gravuras e várias pinturas rupestres que foram estudadas pelo pesquisador francês Marcel Homet em 1950. A maioria dessas pinturas são indícios de origem amazônica. Na parte de trás existe uma caverna e alguns abrigos rochosos. Encontrando vários crânios e ossos humanos pintados de vermelho, Marcel Homet supôs que a caverna tenha sido usada no passado como um lugar sagrado para guardar sepulturas.
No levantamento arqueológico realizado entre 1985 e 1987 estimou-se a ocupação do local por 4 000 anos.